# Discussion Lake
Der Discussion Lake (englisch, chinesisch 牛眼湖 Niuyan Hu, deutsch ‚Ochsenaugesee‘)  ist ein kleiner, runder See an der Ingrid-Christensen-Küste des ostantarktischen Prinzessin-Elisabeth-Lands. Er liegt rund 1 km westlich der Law-Racoviță-Station auf der Halbinsel Broknes in den Larsemann Hills.
Seinen Namen verdankt der See dem Umstand, dass er den Wissenschaftlern einer von 1986 bis 1987 durchgeführten ANARE-Kampagne als Treffpunkt für Diskussionen und Planungen diente.